# Kevin Tod Smith
Kevin Tod Smith (ur. 16 marca 1963 w Auckland, zm. 15 lutego 2002 w Pekinie) – nowozelandzki aktor telewizyjny i filmowy.

## Życiorys

### Wczesne lata
Urodził się w Auckland w Nowej Zelandii. Jego matka była pochodzenia niemieckiego, a jej przodkowie pochodzili z Tonga. Z kolei jego ojciec był pochodzenie angielskiego i pochodził z Nowej Zelandii. Gdy miał jedenaście lat, jego rodzina przeniosła się na Wyspę Południową do miasteczka Timaru. W latach 1976–1979 uczęszczał do szkoły średniej dla chłopców Timaru Boys' High School, gdzie należał także do klubu teatralnego. Jego pasję była gra w rugby, a jego marzeniem było grać dla All Blacks.
W wieku siedemnastu lat przeprowadził się do Christchurch, gdzie mieszkał w mieszkaniu nad sklepem z owocami, pracował na różnych stanowiskach i rozważał dołączenie do policji, aby pomóc dzieciom, zanim się mając 20 lat podjął naukę na University of Canterbury. W 1986 poślubił Suzanne „Sue”, ukochaną z dzieciństwa. Miał z nią trzech synów – Oscara, Tyrone'a i Willarda.

### Kariera
W latach 80. rozpoczął karierę jako muzyk, wykonując muzykę rockową i alternatywną. Nagrał dwa albumy z zespołem Say Yes To Apes Who’s That (1983) i So Who Owns Death TV? (1984) oraz dwa albumy z grupą Hyphen-Ears: Garden Of Lycanthropy (1984) i What Are Stars? The Stars Are What Separates Us From The Animals You Sonovabitch! (1984).
W 1987 zadebiutował na scenie w musicalu Are You Lonesome Tonight jako ochroniarz JoJoe. Występował na deskach Christchurch's Court Theatre w komedii szekspirowskiej Wiele hałasu o nic jako Don Pedro i spektaklu Tramwaj zwany pożądaniem Tennessee Williamsa jako Stanley Kowalski.
Kandydował do tytułowej roli w filmie Fantom (1996), którą ostatecznie zagrał Billy Zane. Pojawił się w telewizyjnym filmie Nine Network Córki McLeoda (McLeod's Daughters, 1996) w roli Roda Morgana.
Stał się znany z roli złoczyńcy Aresa, boga wojny, w serialu Xena: Wojownicza księżniczka (1995–2001) i Herkules (1995).
Zmarł 15 lutego 2002 w Pekinie z powodu obrażeń odniesionych w wyniku upadku na planie filmowym w wieku 38 lat.

## Filmografia

### Filmy fabularne
- 1991: Mon Desir
- 1993: Drastyczne Środki (Desperate Remedies) jako Lawrence Hayes
- 1994: Kevin Rampenbacker and the Electric Kettle
- 1996: Córki McLeoda (McLeod's Daughters) jako Rod
- 1998: Młodość Heraklesa (Young Hercules) jako Ares
- 1998: Flatmates
- 1999: Lawless jako John Lawless
- 1999: Channelling Baby jako Geoff
- 2000: Jubilee jako Max Seddon
- 2000: Niezbity dowód (Lawless: Dead Evidence) jako John Lawless
- 2001: Poza sprawiedliwością (Lawless: Beyond Justice) jako John Lawless
- 2001: The Meeting jako Wallace Greenway
- 2002: Warriors of Virtue: The Return to Tao jako Dogon
- 2003: Świat rzeki (Riverworld) jako Valdemar

### Seriale TV
- 1987–1990: Gloss
- 1991: Away Laughing
- 1992: Shortland Street jako Jed
- 1994: Heartland jako Shorty Carmichael
- 1995–1999: Herkules (Hercules: The Legendary Journeys) jako Ares / Ifikles / Jerry Patrick Brown
- 1995–2001: Xena: wojownicza księżniczka (Xena: Warrior Princess) jako Ares
- 1996: City Life jako Damon South
- 1996–1998: Przygody Sindbada żeglarza (The Adventures of Sindbad) jako wojownik
- 1997–1999: Wildside jako Lenny Maddox
- 1998: F/X: The Series jako Ricky Delacruz
- 1998−1999: Młody Herkules (Young Hercules) jako Ares / Bachus / Timor